# Trachelas minor
Trachelas minor là một loài nhện trong họ Trachelidae.
Loài này thuộc chi Trachelas. Trachelas minor được Octavius Pickard-Cambridge miêu tả năm 1872.